# Ozarba albifascia
Ozarba albifascia is een vlinder van de familie van de uilen (Noctuidae). De wetenschappelijke naam van deze soort is voor het eerst voorgesteld als Anthoecia albifascia door Francis Walker in een publicatie uit 1865.
De soort komt voor in Botswana en Zuid-Afrika.